# Strzyża (Gdańsk)
Strzyża (kaszub. Strzëżô; niem. Striess, Strüss) – jedna z dzielnic Gdańska.
Wieś Opactwa Cystersów w Oliwie w województwie pomorskim w II połowie XVI wieku. 
Graniczy od południa z Wrzeszczem Górnym, od wschodu z Zaspą-Młyniec, od północy z Oliwą oraz od północy i zachodu z dzielnicą VII Dwór. Jej nazwa pochodzi od przepływającej w pobliżu strugi, Strzyży. Północną granicę dzielnicy wyznacza linia kolejowa Pomorskiej Kolei Metropolitalnej. Zachodnią granicę stanowi krawędź Lasów Oliwskich.
Na terenie dzielnicy znajdują się osiedla mieszkaniowe o niskiej zabudowie blokowej, kościół Zmartwychwstania Pańskiego, Zajezdnia Wrzeszcz – największa w mieście zajezdnia tramwajowa z warsztatami (otwarta w 1935), pętla tramwajowa, szkoły, schronisko młodzieżowe, duże centrum handlowe, Klub Żak, gdański oddział IPN, Gdański Stadion Lekkoatletyczny i Rugby, pomniki gen. Stanisława Maczka oraz Józefa Piłsudskiego.

## Rada Dzielnicy[11]
Rada Dzielnicy liczy 15 osób. Siedziba mieści się w budynku przy ulicy ks. Bernarda Sychty 12.
Rada (Osiedla) Dzielnicy Strzyża powstała w 1999. 11 maja 2024 odbyła się uroczysta sesja w 25-lecie jej powstania.

### VII kadencja 2024–2029[17][18][19][20][21][22]
- Przewodniczący Zarządu Dzielnicy
  - Andrzej Witkiewicz
- Przewodnicząca Rady Dzielnicy 
  - Magdalena Wiszniewska

### VI kadencja 2019–2024[23][24][25][26]
- Przewodniczący Zarządu Dzielnicy 
  - Andrzej Witkiewicz[27]
- Przewodniczący Rady Dzielnicy 
  - Marcin Okuniewski

### V kadencja 2015–2019[28][29]
- Przewodniczący Zarządu Dzielnicy 
  - Andrzej Witkiewicz
- Przewodniczący Rady Dzielnicy 
  - Piotr Osiecimski

### IV kadencja 2011–2015[30][31][32][33]
do 1 czerwca 2014 jako Rada Osiedla
- Przewodniczący Zarządu Dzielnicy 
  - Andrzej Witkiewicz
- Przewodniczący Rady Dzielnicy 
  - Piotr Osiecimski